# Ksitigarbha

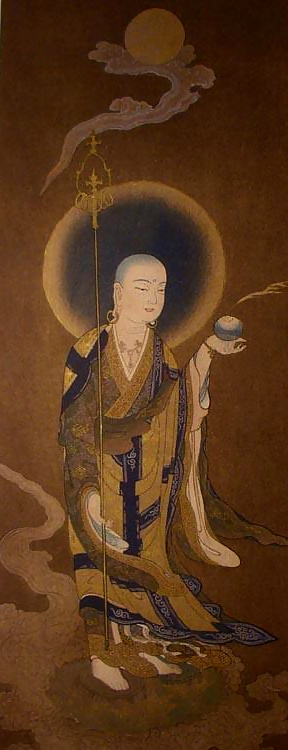
Pintura del bodhisattva Ksitigarbha

Kṣitigarbha (del sànscrit: क्षितर्भ, en xinès: 地藏 «Dìzàng»; en japonès: 地蔵 «Jizō») és un bodhisattva del budisme Mahayana venerat principalment a l'Àsia oriental. El seu nom vol dir 'tresor' o 'matriu de la terra'.
La seva popularitat va créixer a la Xina a partir del segle v dC i després es va estendre cap a altres països de l'Àsia Oriental. Kṣitigarbha és conegut pel seu vot de no entrar al Nirvana fins salvar tots els éssers que estan als inferns. Kṣitigarbha, albirant els innombrables éssers turmentats als inferns, va prometre d'alliberar-los a tots i de no parar fins que els inferns estiguessin buits. Per aquesta raó, sovint se'l considera el bodhisattva de l'infern. Al Japó, també se'l considera guia i protector dels nens difunts, i protector dels viatgers, les futures mares i els bombers.
Normalment, se'l representa com un monjo budista amb una aurèola al voltant del seu cap rapat. Porta un bastó per forçar a obrir les portes de l'infern i una joia anomenada Cintamani que fa realitat els desitjos i il·lumina la foscor. El bastó té sis anells enganxats a la part superior que representen el seu domini dels Sis Reialmes de l'Existència, o segons algunes fonts, el seu domini de les Sis Perfeccions (paramites). Se'l pot representar envoltat per les flames de l'infern.